# Ribbed
Ribbed («lubrificat», en referència al preservatiu contingut en un embolcall roig de la coberta) és el tercer àlbum d'estudi del grup estatunidenc de hardcore melòdic NOFX, publicat el 1991 a través d'Epitaph Records.
Va ser el seu últim àlbum amb Steve Kidwiler a la guitarra, que va ser substituït per El Hefe. Ribbed és també l'últim àlbum de NOFX produït per Brett Gurewitz, qui també s'havia encarregat dels seus dos primers treballs. El disc va vendre 8.000 còpies en el seu llançament. Totes les cançons van ser escrites per Fat Mike excepte «Together on the Sand», per Steve Kidwiller.
L'Encyclopedia of Popular Music va descriure l'àlbum com «una col·lecció impecable de cançons genuïnament divertides». La revista Trouser Press va considerar que «Mike no altera el seu caràcter irreverent, però l'ús creixent d'harmonies del disc esdevindria permanent».
L'any 2018, NOFX va publicar l'àlbum Ribbed: Live in a Dive, la gravació d'un concert de 2012 on la banda va tocar Ribbed íntegrament.

## Equip de gravació
- Fat Mike: veu i baix
- Eric Melvin: guitarra
- Steve Kidwiler: guitarra i veu a «Together on the Sand»
- Erik Sandin (Groggy Nodbeggar): bateria
- Jay Bentley: cors
- Mark Curry: cors
- Dave Smalley: veu aguda a «New Boobs» (no acreditat)
- Brett Gurewitz: productor